# Pinhão (engrenagem)

Animação de uma engrenagem simples, a engrenagem menor é denominada pinhão, e a maior, coroa.

Pinhão é um componente de engrenagem, faz o papel da engrenagem eixo menor.

## Descrição
Se o pinhão está no eixo motor, o trem de engrenagem atua de maneira a reduzir a velocidade e aumentar o torque; se a roda maior está no eixo motor, o trem atua como um acelerador da velocidade e redutor do torque.
Se o pinhão estiver em contato direto com a outra engrenagem, a rotação do pinhão será inversa em relação da outra engrenagem, o que não acontece quando estão ligadas por correntes ou correias, sendo nestas, a mesma direção.
O pinhão é um conjunto de 2 engrenagens, quando menores se chamam pinhão, quando maiores é denominado coroa.